# La Digne-d'Amont
La Digne-d'Amont là một thị trấn của Pháp nằm trong département Aude và vùng Occitanie.
Người dân địa phương trong tiếng Pháp gọi là Dignois d'Amont.
Xã này thuộc vùng đô thị Limoux.

## Hành chính
| Danh sách các xã trưởng                |           |              |      |         |
| Giai đoạn                              | Giai đoạn | Tên          | Đảng | Tư cách |
| tháng 3 năm 2001                       | 2014      | Jean Labadie |      |         |
| Tất cả các dữ liệu trước đây không rõ. |           |              |      |         |

## Thông tin nhân khẩu
| Năm | 1962 | 1968 | 1975 | 1982 | 1990 | 1999 |
| --- | ---- | ---- | ---- | ---- | ---- | ---- |
| Dân số | 150  | 163  | 142  | 211  | 256  | 252  |
| From the year 1968 on: No double counting—residents of multiple communes (e.g. students and military personnel) are counted only once. |      |      |      |      |      |      |